# Anna Swanwick

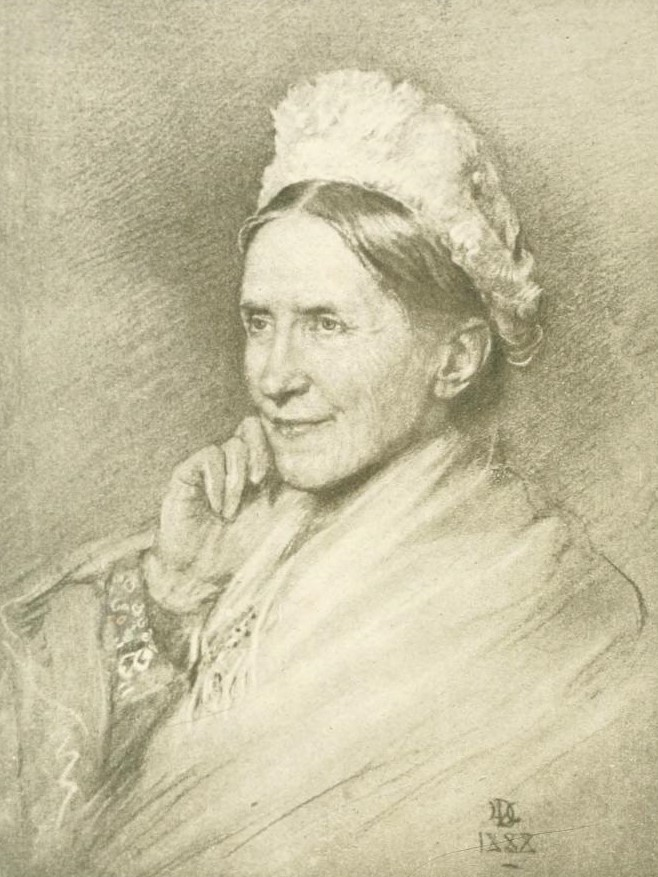
Posthumes Wachsmalkreide-Porträt Anna Swanwicks von Lowes Cato Dickinson (1903)

Anna Swanwick (* 22. Juni 1813 in Liverpool; † 2. November 1899 in Tunbridge Wells) war eine britische Übersetzerin, die vor allem aufgrund ihrer Übersetzungen von Goethe und Schiller aus dem Deutschen und Aischylos aus dem Altgriechischen ins Englische Bekanntheit und Bedeutung erworben hat. Daneben setzte sie sich aktiv für die Rechte und Bildung von Frauen, aber auch die Arbeiterbildung ein.

## Leben und Leistungen
Anna Swanwick wurde als jüngste Tochter in eine liberale und unitarische Familie geboren. Ihr Vater John Swanwick war Händler, ihre Mutter war Hannah, geborene Hilditch. Sie besuchte bis zum Alter von 13 Jahren eine Mädchenschule, die sie jedoch verließ, weil sie weder Mathematik noch Griechisch anbot. Gemeinsam mit ihrer Schwester wurde sie von da an zu Hause unterrichtet. In den Bereichen Moralphilosophie und Philosophie des Geistes war ihr Lehrer der unitarische Prediger James Martineau. Von Seiten ihrer Familie war sie so gut versorgt, dass sie sich um ein Einkommen nicht zu kümmern brauchte. 1838 ging sie zunächst nach London und dann nach Deutschland, wo sie Deutsch und Altgriechisch erlernen wollte, Letzteres um das Neue Testament im griechischen Original lesen zu können. Sie studierte die Sprachen in Berlin, dazu zusätzlich Hebräisch. Sie beherrschte die Sprachen am Ende so gut, dass sie Platons Werke aus dem Griechischen ins Deutsche übertragen konnte.
Swanwicks erste zur Veröffentlichung bestimmte Übersetzungen waren ausgewählte Werke von Goethe und Schiller, die sie ins Englische übertrug. Sie bekam dafür viel Zuspruch, unter anderem von Christian Karl Josias von Bunsen und Francis William Newman, die sie ermutigten, auch griechische Werke zu übertragen. Hier war ihre erste Arbeit die Übersetzung von Aischylos’ Orestie. Eine euphorische anonyme Rezension im Westminster Review verglich Swanwick Leistung mit der von John Stuart Blackie. Zu ihren Bewunderern gehörten Henry Montagu Butler, Richard Jebb und William Gladstone. Von nun an gehörte sie auch zum Umkreis Gladstones, zu dem darüber hinaus Persönlichkeiten wie Frances Power Cobbe, Lord Alfred Tennyson, Robert Browning und Friedrich Max Müller gehörten. Schnell wurde sie selbst zu einem der Mittelpunkte des Kreises. Insbesondere Müller hatte mit seiner Sicht von der moralischen Entwicklung der griechischen Autoren von Homer bis zu Aischylos großen Einfluss auf Swanwicks Arbeiten. In der Folgezeit übersetzte sie auch die übrigen sechs Aischylos-Dramen.

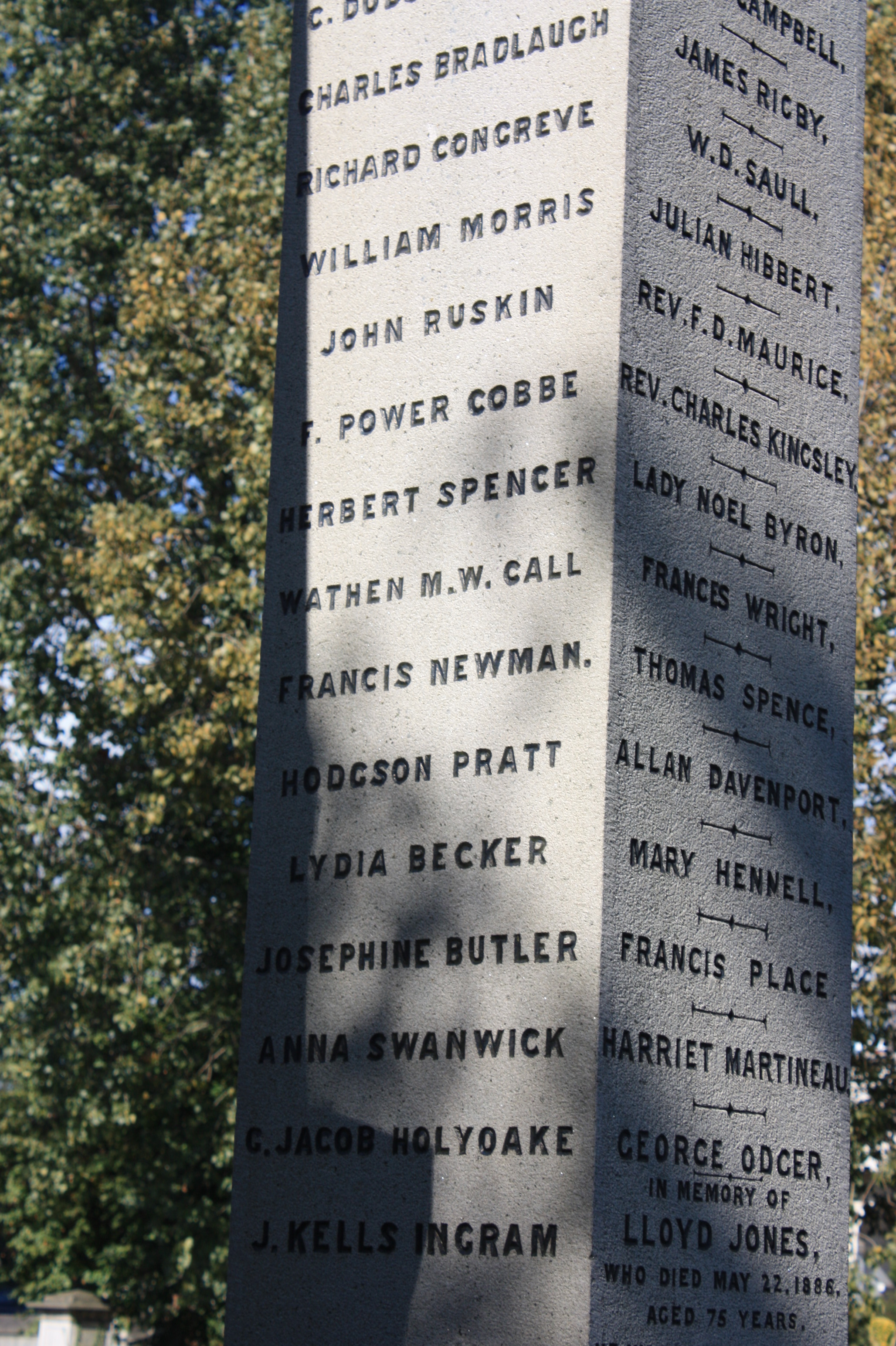
Swanwicks Name auf dem Reformers Memorial auf dem Kensal Green Cemetery

Daneben war Swanwick eine aktive Kämpferin für die Rechte und die Bildung von Frauen. Als Unterstützerin der Suffragettenbewegung unterzeichnete sie 1866 eine an das Parlament gerichtete Petition von John Stuart Mill zur Erteilung des Wahlrechts für Frauen. Sie unterstützte das Bedford College der University of London und das Queens’ College in London, eine Privatschule für Mädchen im Alter von elf bis 18 Jahren. Am Bedford College, der ersten höheren Lehranstalt für Frauen in Großbritannien, war sie von 1884 bis 1889 als erste Frau elected Visitor und zeitweise Präsidentin. Swanwick war an der Gründung des Girton College an der University of Cambridge sowie des Somerville College an der University of Oxford beteiligt. Gemeinsam mit Anthony John Mundella und Joshua Girling Fitch war sie ab 1890 Nachlassverwalterin von Emily Pfeiffer, die einen größeren Geldbetrag hinterlassen hatte, mit dem die höhere Bildung von Frauen gefördert werden sollte. Sie war Mitglied in Vergabekommissionen für Stipendien und setzte sich auch publizistisch für diese Ideen ein. Gemeinsam mit Frederick D. Maurice und Charles Kingsley war Swanwick an der Entwicklung der Arbeiterbildung beteiligt, die über Zwischenstationen schließlich zur Einrichtung des Londoner Morley College zur Erwachsenenbildung führte. Zudem setzte sie sich für die Einrichtung frei zugänglicher Bibliotheken ein.
Als Übersetzerin orientierte sich Swanwick an den Ideen Friedrich Schleiermachers, wonach bei einer Übersetzung die Besonderheiten und Eigenheiten des Originals erhalten bleiben sollten. Somit versuchte sie, das Versmaß, so nah es nur ging am Original zu halten. Eine freie Übersetzung und Anpassung an die neueren sprachlichen Gegebenheiten lehnte sie ab und hielt es mit Newman, dass man lieber der eigenen Sprache eine Veränderung in Richtung des Originals zumuten sollte, womit die kulturellen und linguistischen Unterschiede beibehalten statt negiert werden sollten. Swanwicks Übersetzungen wurden dafür auch geschätzt, einzig bei religiösen Themen konnte sie sich etwas zu sehr in einer anachronistischen Sprache verrennen. Die Bedeutung ihrer Übersetzungen wird darin deutlich, dass ihre Übersetzung des Agamemnon beim traditionellen, bis heute weiter jährlich aufgeführten, Cambridge Greek Play der Aufführung von 1900 beigegeben wurde. Es war das erste Mal, dass es begleitend zur Aufführung eine Übersetzung dazu gab. Swanwicks Übersetzungen von Goethe und Schiller wie auch von Aischylos werden bis heute immer wieder aufgelegt und haben damit bis heute ihre Nachwirkung. Auch ihr Einsatz für die Frauen- und Arbeiterbildung wirkt bis heute nach, sowohl ihre Beiträge zur Wahrnehmung von Frauen in den Altertumswissenschaften als auch ihre Vorstellung davon, dass allen Menschen, unabhängig von Geschlecht, Herkunft, Alter und Vorbildung, eine klassische Bildung zustehen sollte.

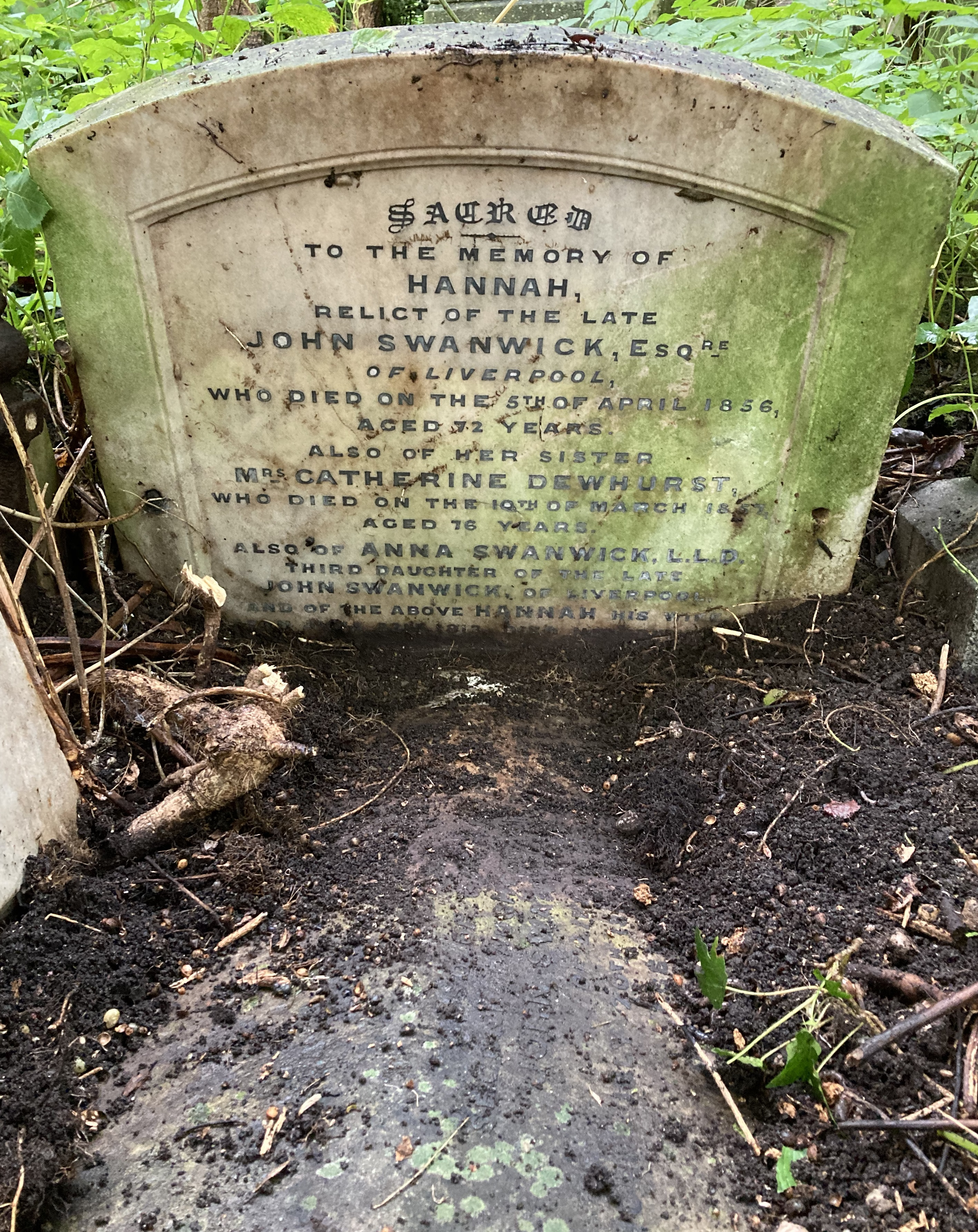
Familiengrab der Familie Swanwick auf dem Highgate Cemetery

Fünf Tage nach ihrem Tod wurde Swanwick auf dem Highgate Cemetery im Familiengrab der Swanwicks bestattet. Ihr Name steht auf der Südseite des Reformers Memorial auf dem Kensal Green Cemetery.

## Publikationen (Auswahl)
Übersetzungen
- Selections from the Dramas of Goethe and Schiller. John Murray, London 1843 Digitalisat.
- The Agamemnon, Choephori and Eumenides of Aeschylus Tranlated into English Verse. Bohn’s Library, 1865.
- Dramatic Works of Goethe. Comprising Faust, Iphigenia in Tauris, Torquato Tasso, Edmont. George Bell & Sons, London 1867 Digitalisat.
  - Nachdruck: Hansebooks, Norderstedt 2017, ISBN 978-3-337-39498-1.
- The Complete Worls of Aeschylus. Illustrated by John Flaxman. Bohn’s Library, 1873.
  - Nachdruck der Ausgabe 1881: Aeschylus: The Dramas. Hansebooks, Norderstedt 2017, ISBN 978-3-337-33993-7.
  - Nachdruck der Ausgabe 1886: Aeschylus: The Dramas. Hansebooks, Norderstedt 2017, ISBN 978-3-337-34483-2.
- Johann Wolfgang Goethe: Faust. Parts 1 and 2. 1879 [revidierte Auflage 1888].
  - Nachdruck der Ausgabe von 1883: Goethe's Faust. In Two parts. Hansebooks, Norderstedt 2019, ISBN 978-3-337-79418-7.
  - Nachdruck der Ausgabe von 1879: Goethe's Faust. In two parts. Hansebooks, Norderstedt 2023, ISBN 978-3-348-09987-5.
- The Agamemnon of Aeschylus as Performed at Cambridge, November 16–21, 1900. Cambridge 1999 [mit dem griechischen Originaltext].

Monografien
- Books. Our best frieds or our dedliest Foes. 1886.
- An Utopian Dream And How It May Be Realized. 1888.
  - Neuauflage: Legare Street Press, 2023.
- Poets. The Interpreters of their Age. George Bell & Sons, London 1892 Digitalisat.
  - Nachdruck: Hansebooks, Norderstedt 2019, ISBN 978-3-337-77741-8.